# AGM-88 HARM
Die AGM-88 HARM (High-Speed-Anti-Radiation-Missile) ist eine Luft-Boden-Rakete, die speziell zur Bekämpfung von bodengestützten Radaranlagen entwickelt wurde. Produziert wird sie heute von dem US-Konzern Raytheon, ursprünglich wurde sie aber von Texas Instruments entwickelt und eine Zeit lang produziert. Die Vorgänger der HARM waren die AGM-78 Standard ARM und die AGM-45 Shrike. Die US Air Force, die US Navy und das US Marine Corps erhielten bis ins Jahr 2000 über 19.600 Stück der AGM-88 HARM. Die Bundeswehr beschaffte für die Luftwaffe und Marine bis 1997 rund 1.000 Stück. Der Stückpreis lag im Jahr 2000 bei rund 317.000 US-Dollar.

## Beschreibung
Den Kern des Lenksystemes bildet ein Breitband-Funkempfänger, der einen Frequenzbereich von 0,5–20 GHz abdeckt. Wenn dieser Empfänger oder die Avionik des Trägerflugzeuges die Radaremissionen eines Radares wahrnimmt, kann der Sucher der HARM dieses erfassen und die Rakete abgefeuert werden. Sie orientiert sich nun bis zum Einschlag an den von dem Radar abgestrahlten elektromagnetischen Wellen. Die frühen Versionen dieser Waffe konnten noch durch das Abschalten des Radars irritiert werden, spätere Versionen verfügen jedoch über einen GPS-Empfänger, der es der Rakete ermöglicht, die Koordinaten der Radaranlage punktgenau anzufliegen. Die AGM-88E AARGM (siehe unten) kann darüber hinaus auch mobile Radare nach deren Abschaltung mittels ihres bordeigenen Millimeterwellen-Radars orten und bekämpfen.
Die HARM ist der wichtigste Bestandteil der sogenannten „Wild-Weasel“-Taktik, die speziell zur Bekämpfung und Niederhaltung von radargelenkten Luftabwehrsystemen entwickelt wurde.

## Betriebsmodi
Die HARM verfügt über fünf grundlegende Betriebsmodi:
Pre-Briefed (PB)
In diesem wie in den beiden anderen Modi „EOM“ und „RUK“ werden dem Lenkflugkörper vor dem Start die Koordinaten und die Identität der feindlichen Radaranlage durch die Bordavionik des Trägerflugzeuges mitgeteilt. Er kann dann in einem Schleuderwurf zur Erhöhung der Reichweite gestartet werden.
Equations-Of-Motion (EOM)
Dies ist im Grunde ein genauerer PB-Modus, bei dem das Ziel erst später erfasst, jedoch direkter angeflogen wird.
Range Unknown (RUK)
Die HARM sucht in diesem Modus einen größeren Bereich und in einer größeren Entfernung von ihrem Steuerpunkt nach Radaremissionen ab.
Targets Of Opportunity (TOO) / HARM As Sensor (HAS)
In diesem Modus wird der Suchkopf der HARM (60°-Sichtfeld) zur Erfassung von Emittern genutzt. Sein Nachteil ist, das hier keine maximale Schussentfernung möglich ist, da es keinerlei Entfernungs- oder Standortangaben zum Radar gibt.
Self Protect (SP)
Dieser Modus ist zum Selbstschutz des Trägerflugzeuges ausgelegt. Die HARM ist hier an die Radarwarnanlage des Trägerflugzeuges gekoppelt. Sollte diese Radarstrahlung erfassen, wird die HARM nach der Auswahl eines Zieles nahezu verzögerungsfrei auf dieses abgefeuert.

## Varianten

### AGM-88A
Sie ist mit einem raucharmen Feststoffraketentriebwerk sowie einem 66 kg schweren Gefechtskopf ausgestattet, der bei seiner Zündung in etwa 25.000 Stahl-Fragmente zerfällt. Die AGM-88A wird oft auch als AGM-88 Block I bezeichnet, denn ab 1986 wurde die AGM-88 Block II produziert, die seit 1987 AGM-88B heißt. Später ging man dazu über, nur noch Software-Updates Block zu nennen. Die Rakete wurde 1983 bei der US-Luftwaffe und -Marine eingeführt.

### AGM-88B
Sie verwendet einen verbesserten Suchkopf und neue Software (Block II). Ebenfalls wurde die Computerhardware der Rakete verbessert, damit sie mit der neuen Software (Block III), die ab 1990 verfügbar war, umgehen konnte. Darüber hinaus konnte die Software nun auch kurz vor einem Einsatz neu programmiert werden, was eine genauere Abstimmung auf die zu erwartende Gefahrenlage zuließ. Davor war dieses Verfahren nur beim Hersteller möglich.

### AGM-88C
Ab 1993 wurde die C-Version der HARM eingesetzt. Es wurde der Gefechtskopf verbessert, der jetzt bei seiner Zündung in 12.800 Wolframsplitter zerfällt. Der Suchkopf erfuhr eine umfassende Leistungssteigerung, wozu unter anderem ein breiterer Frequenzbereich (0,5–20 GHz), ein stärkerer Signalprozessor und eine erhöhte Empfangsempfindlichkeit zählen. Die Suchköpfe aller AGM-88C werden von Texas Instruments (C-1) und Loral (C-2) hergestellt. Anfänglich wurde die Rakete mit der Block-IV-Software ausgeliefert, später kamen noch zwei Updates heraus, Block V für die 88C und Block IIIB für die älteren 88B-Raketen. Mit diesen Updates wurde auch der HOJ-Modus eingeführt, der es der Rakete ermöglicht, Störsender (z. B. GPS-Jammer) zu erfassen und zu bekämpfen.

### AGM-88D
Das aktuelle Update Block VI wurde in Zusammenarbeit zwischen den USA (Raytheon), Deutschland (BGT) und Italien (Alenia) entwickelt. Es wurde ein GPS-Empfänger eingebaut, so dass die Rakete ein abgeschaltetes Radar nun präziser treffen kann. Bei den US-Streitkräften ist die Block-VI-Variante als AGM-88D bekannt. Da Deutschland und Italien nur die alten B-Versionen haben, läuft die Rakete dort unter dem Namen AGM-88B Block IIIa. Programm 2003 eingestellt.

### AGM-88E AARGM

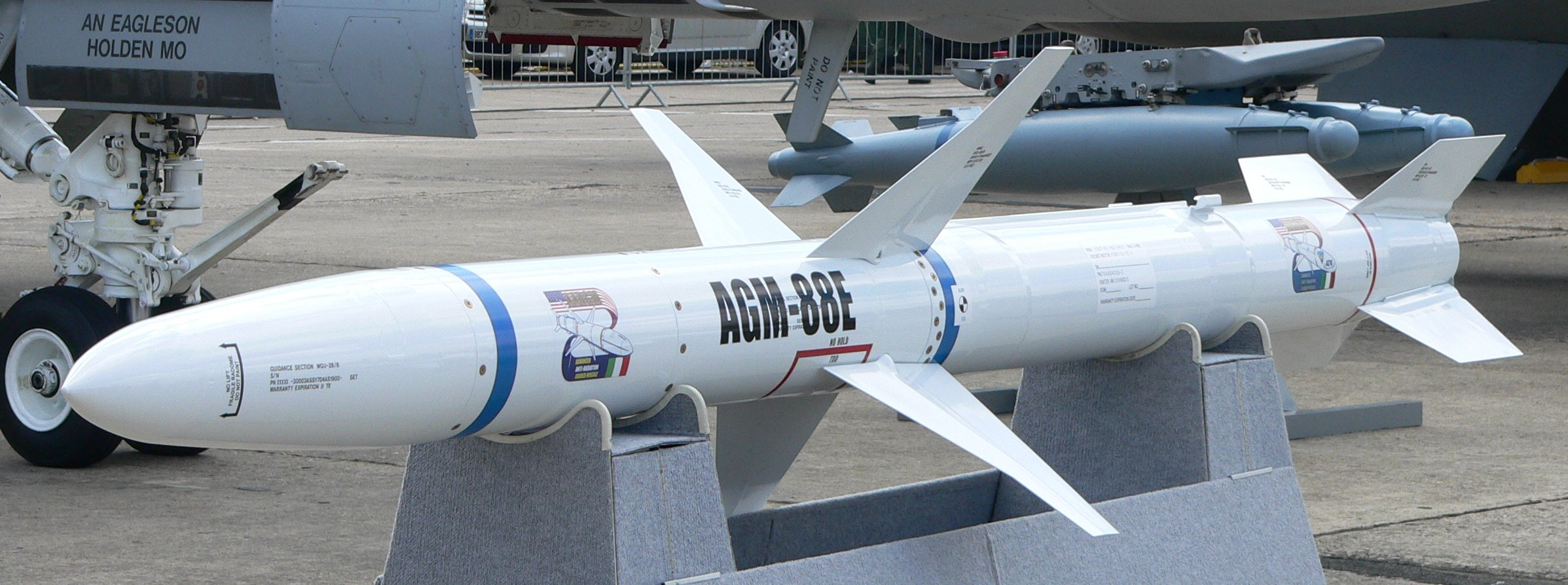
AGM-88E

Bei der AARGM (Advanced Anti-Radiation Guided Missile) handelt es sich um eine verbesserte Block-VI-Rakete, bei der neben dem GPS/INS nun zusätzlich auch noch ein MWR-Radarsuchkopf (Millimeterwellen-Aktivradar) verwendet wird, der von Alliant Techsystems entwickelt wird. Dadurch wird auch die Bekämpfung von mobilen radarbasierten Flugabwehrsystemen (z. B. 96K6 Panzir) möglich, auch wenn diese ihr Radar abschalten und sich fortbewegen. Der Standort des Zieles kann für eine mögliche spätere Wirkungsaufklärung kurz vor dem Einschlag der Waffe über das Weapon Impact Assessment-Modul an einen Satelliten übermittelt werden. Ferner wurde die Computerhardware völlig neu entwickelt inklusiv einer weltweiten Geländeprofil-Datenbank, mit deren Hilfe die Koordinaten eines Emitters bestimmbar sind. Die ersten Erprobungen fanden im Mai 2007 statt und 2013 wurde die Waffe bei der US Navy in den Dienst gestellt.
Eine Bestellung über 178 AGM-88E sowie 8 Übungsflugkörpern, 6 Telemetriesystemen, Flugdatenschreibern, technischer und logistischer Unterstützung im Gesamtwert von 108 Mio. Euro für die deutsche Luftwaffe wurde 2016 durch das Außenministerium der Vereinigten Staaten genehmigt. Der Verkauf erfolgt durch Northrop Grumman Innovation Systems, vormals Orbital ATK. Das Angebot, gemeinschaftlich mit Diehl Defence, wurde im Dezember 2019 durch den Haushaltsausschuss des deutschen Bundestages genehmigt. Diehl wird Produktion und Wartung durchführen. Die Einführung war für 2023 vorgesehen.

### AGM-88F HCSM

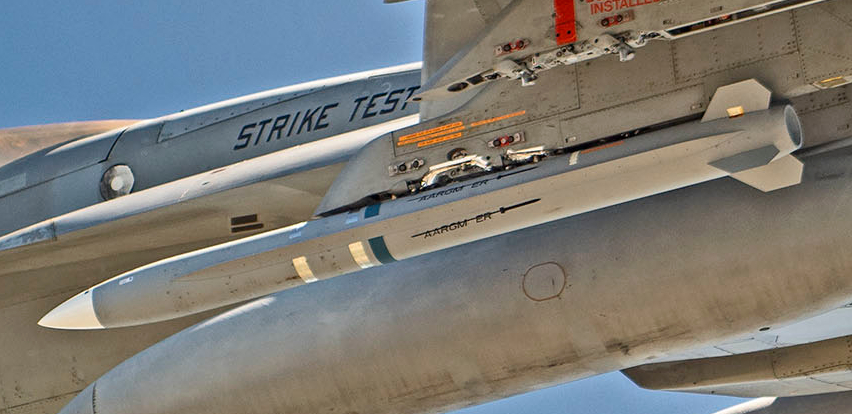
AGM-88G AARGM-ER

Eine von Raytheon für die USAF entwickelte Version mit verbesserter Steuereinheit mit GPS-Unterstützung. 650 Stück nachgerüstet.

### AGM-88G AARGM-ER

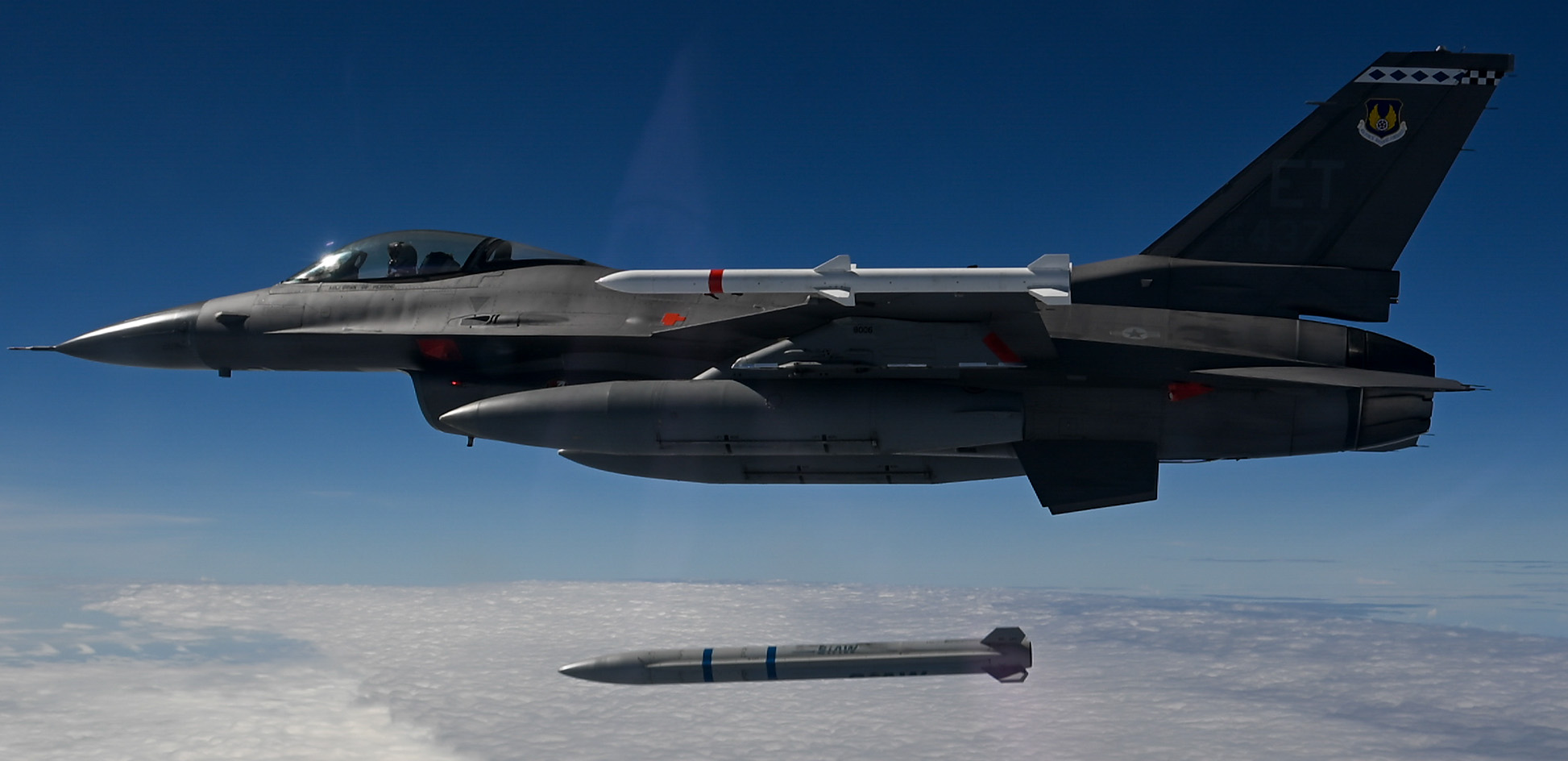
Stand-in Attack Weapon

Speziell für das Tragen im Waffenschacht der F-35 entwickelte, kompaktere E-Version mit dessen Elektronik jedoch mit anderer Form und verdoppelter Reichweite. Es wird kein Adapter mehr für das Tragen und den Verschuss am Flugzeug benötigt.
Am 27. Februar 2023 verkündete Australien als erster Exportkunde den Kauf von 63 Stück dieses Typs. Sie wird von Northrop Grumman produziert.

### Stand-in Attack Weapon (SiAW)
Die Stand-in Attack Weapon (SiAW) ist eine von der AGM-88G AARGM-ER abgeleitete taktische Luft-Boden-Rakete, die derzeit von Northrop Grumman für die United States Air Force (USAF) entwickelt wird.
Sie ist in erster Linie für den Angriff auf Luftabwehrsysteme und hochwertige Ziele wie Kommando- und Kontrollstandorte, Boden-Boden-Raketenwerfer, Antisatellitensysteme und GPS-Störsysteme konzipiert.

## Einsatz
Erstmals wurde die Waffe von den USA im März 1986 während der Operation Attain Document III gegen Libyen im Kampf eingesetzt. Die verwendete A-Version stellte sich als effektives Bekämpfungsmittel gegen die libyschen Flugabwehrsysteme vom Typ S-75, S-125 Newa und S-200 heraus.
Der nächste Einsatz fand während des Zweiten Golfkrieges statt. Es wurden mehr als 2000 Raketen vom Typ AGM-88B Block III verschossen. Obwohl sich das Militär zufrieden mit deren Einsatzeffizienz zeigte, verwendete die US Navy – im Gegensatz zur Air Force – später nur noch Block-II-Raketen. Diese Entscheidung lag im Update-Prozess der Block-III-Rakete begründet: Wollte man die Software aktualisieren, so musste die gesamte Rakete eingeschaltet werden, was das – wenn auch geringe – Risiko eines ungeplanten Raketenstarts mit sich brachte. Da dies in den Munitionsdepots eines Flugzeugträgers schlimmste Folgen haben konnte, entschied sich die Navy, auf diese Funktion zu verzichten.
1999 setzte die US Air Force im Rahmen des Kosovo-Krieges die ersten C-Varianten ein. Deutschland verwendete die älteren B-Varianten. Während der Kampfhandlungen kam es dazu, dass serbische Flugabwehrbatterien den Start von HARM-Raketen erkannten und ihr Radar sofort abschalteten. Zwar konnte die Rakete ihren Zielanflug fortsetzen, jedoch wurde die Ungenauigkeit des INS dann so groß, dass meist keine nennenswerten Schäden mehr verursacht wurden. Diese Problematik wurde meist auch noch durch die Nähe der feindlichen Luftabwehr zu zivilen Einrichtungen verschärft. Dieser Konflikt gab auch den Anlass zur Entwicklung der E-/G-Varianten, die mit GPS-Unterstützung präziser gelenkt werden.
Es ist wahrscheinlich, dass die HARM auch während des Irakkrieges zum Einsatz kam, wobei hierzu aber keine Angaben vorliegen.
Die Ukraine erhielt nach dem Russischen Überfall auf die Ukraine 2022 HARM-Lenkwaffen, die sie mit MiG-29- und Su-27-Kampfflugzeugen einsetzt.

## Nutzer
- Australien: AGM-88B/E mit EA-18G, Zukunft: 63 AGM-88G AARGM-ERs mit F-35
- Ägypten: AGM-88 mit F-16
- Bahrain: AGM-88F mit F-16C/D
- Deutschland: AGM-88B Block IIIB mit Tornado IDS/ECR, 178 AGM-88E2 ab 2023
- Finnland: 150 AGM-88G 2024 bestellt
- Griechenland: AGM-88B Block IIIA mit F-16C/D
- Italien: AGM-88B Block IIIB/E mit Tornado IDS/ECR
- Katar: AGM-88F mit F-16C/D
- Kuwait: AGM-88 mit F-18C/D/E/F
- Marokko: AGM-88B/C mit F-16C/D
- Pakistan:
- Polen: 360 AGM-88G AARGM-ER (2025 bestellt)
- Saudi-Arabien: AGM-88B mit F-15SA
- Spanien: AGM-88B mit EF-18A/B (Eurofighter Typhoon geplant ab Tranche 4)[6]
- Südkorea: AGM-88 mit F-15K
- Taiwan: AGM-88B/F mit F-16A/B
- Türkei: AGM-88B Block III/C/D mit F-16C/D
- Ukraine: Im Rahmen der Auslandshilfen für die Ukraine aus NATO-Beständen geliefert.[7]
- Vereinigte Arabische Emirate: AGM-88C mit F-16E/F
- Vereinigte Staaten: AGM-88A/B/C/E/F/G mit A-6E, A-7E, EA-6B, F-4G, F-16C/D, F/EA-18A/B/C/D/E/F/G, F-35A/C

## Technische Daten
| Kenngröße         | Daten der AGM-88 |
| ----------------- | --- |
| Hauptfunktion:    | Taktische Anti-Radar-Rakete                                                                                         |
| Hersteller:       | Raytheon (Texas Instruments)                                                                                        |
| Länge:            | 4,17 m |
| Durchmesser:      | 25,4 cm |
| Spannweite:       | 1,12 m |
| Startgewicht:     | 363 kg |
| Antrieb:          | einstufige Feststoffrakete                                                                                          |
| Geschwindigkeit:  | > 2280 km/h |
| Reichweite:       | 150 km |
| Lenkung:          | inertial, passive Radaransteuerung, „home-on-jam“ (ab C-Version), GPS (ab E-Version), aktives Radar (nur E-Version) |
| Frequenzbereich:  | 0,5–20 GHz |
| Gefechtskopf:     | 66-kg-Splittersprengkopf (PBXN-107-Sprengstoff)                                                                     |
| Zündung:          | Laser-Annäherungszünder                                                                                             |
| Stückkosten:      | 284.000 US-Dollar                                                                                                   |
| Indienststellung: | 1983 |

## Ähnliche Systeme
- AGM-45 Shrike
- AGM-78 Standard ARM
- AGM-122 Sidearm
- ALARM
- ARMIGER
- AS.37 Martel
- Ch-25P
- Ch-28
- Ch-31
- Ch-58